# Josefina García de Noia
Josefina García de Noia, conosciuta anche come Pepa Noia (Buenos Aires, 6 luglio 1921 – Buenos Aires, 31 agosto 2015), è stata un'attivista argentina, una delle fondatrici dell'associazione Madri di Plaza de Mayo.

## Biografia
Come centinaia di migliaia di argentini, aveva origini galiziane, poiché i suoi genitori erano originari di Leiro nella provincia di Ourense. Sposò Juan Carlo Noia, all'età di 20 anni, con il quale ebbe quattro figli; Alicia (1942), Daniel (1944), María Lourdes (1946) e Margarita (1953). Nel 1976 Alicia e Daniel, emigrarono in Australia.
Il 13 ottobre 1976, durante il processo di riorganizzazione nazionale, sua figlia ventinovenne, María de Lourdes Noia de Mezzadra, venne rapita nella sua casa nel quartiere San Cristóbal, insieme al marito Enrique Mario Mezzadra, rilasciato il 21 ottobre dello stesso anno.
Il 30 aprile 1977, Pepa Noia fu una delle quattordici donne che manifestarono nella Plaza de Mayo dando inizio alle tradizionali marce delle madri intorno alla piramide sulla piazza, chiedendo il ritorno dei loro parenti scomparsi.
Nel 2010, come riconoscimento della sua carriera in difesa dei diritti umani, venne dichiarata Cittadina illustre della città di Buenos Aires.

### Decesso
Pepa Noia morì a Buenos Aires il 31 agosto 2015 all'età di 94 anni. Le sue spoglie vennero tumulate l'11 settembre 2015 nella città natale.

## Premi e riconoscimenti
- Cittadina illustre della città di Buenos Aires (2010).